# Jiangwan, Guangdong
Jiangwan (kinesiska: 江湾) är en köping i sydöstra Kina. Den ligger i stadsdistriktet Wujiang i staden Shaoguan i provinsen Guangdong, omkring 170 kilometer norr om provinshuvudstaden Guangzhou. Antalet invånare är 4 678. Befolkningen består av 2 238 kvinnor och 2 440 män. Barn under 15 år utgör 18,0 %, vuxna 15-64 år 70 %, och äldre över 65 år 11,0 %.